# And the Band Played Waltzing Matilda

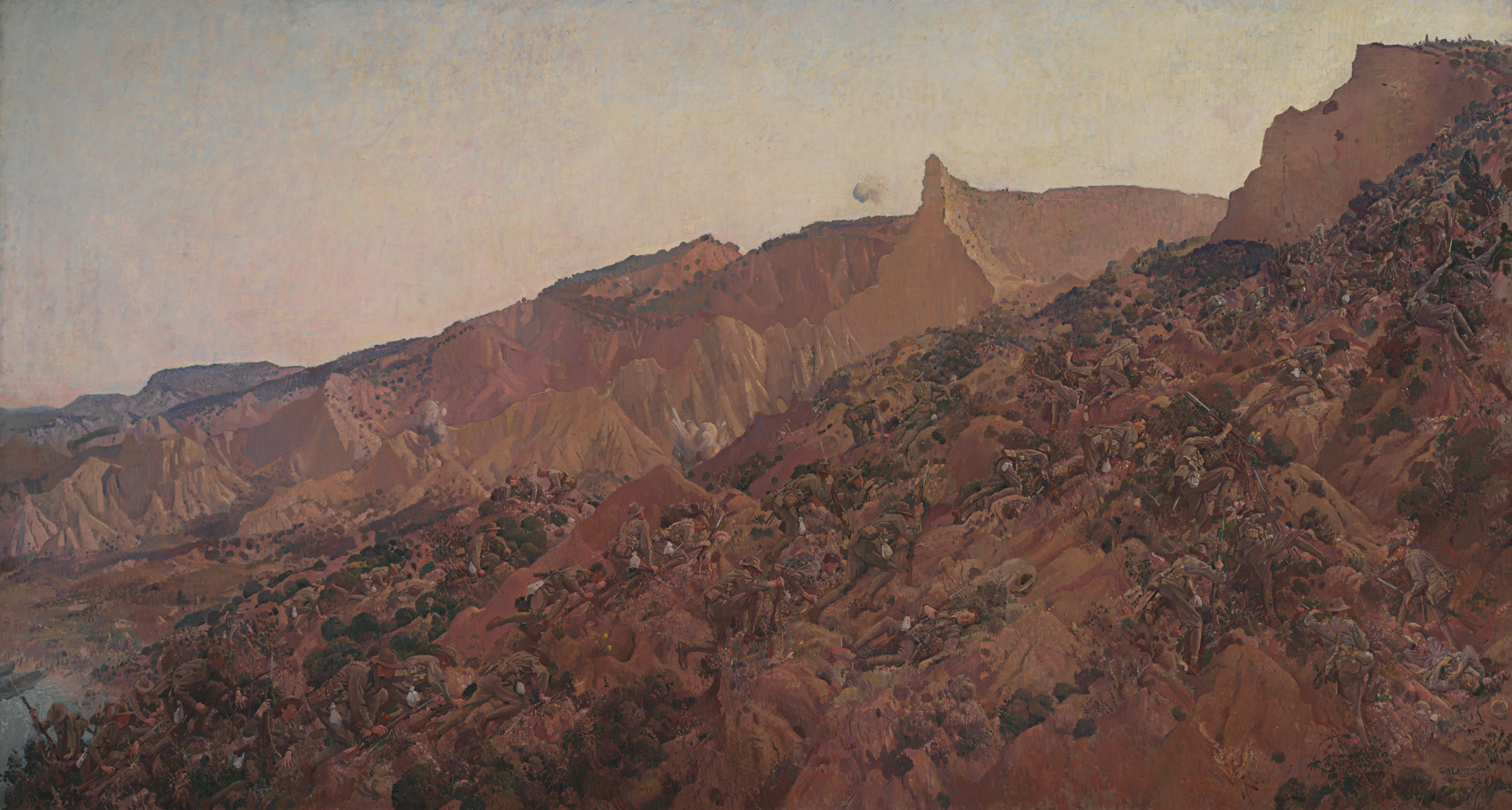
Картина «Анзак. Высадка. 1915» кисти Джорджа Ламберта, запечатлевшая фрагмент десантирования в бухте Анзак.

And the Band Played Waltzing Matilda («И оркестр сыграл „Вальсирующую Матильду“») — песня, написанная австралийским автором-исполнителем Эриком Боглом в 1971 году. Песня представляет войну как ужасную и бесполезную вещь и критикует тех, кто пытается прославлять её. Повествование ведётся с точки зрения молодого австралийского солдата, искалеченного в битве за Галлиполи в Первой мировой войне.
Песня включает в себя мелодию и несколько строчек текста из «Вальсирующей Матильды». Существует множество кавер-версий песни, она неоднократно исполнялась различными исполнителями на концертах.
Песню часто хвалят за формирование зрелищного образа катастрофы в Галлиполи. Главный герой, в довоенное время бывший скитальцем, теряет в битве ноги, а позднее наблюдает за парадными шествиями ветеранов и безразличием молодого поколения к их судьбам.
В мае 2001 года Австрало-азиатская ассоциация исполнительского права (APRA), в рамках празднований своего 75-летнего юбилея, назвала «And the Band Played Waltzing Matilda» в числе 30 лучших австралийских песен всех времён.

## Содержание
Песня представляет собой яркий и образный рассказ австралийского старика-инвалида, который, будучи юношей, записался в 1915 году в АНЗАК и отправился в Галлиполи. В течение последовавших «десяти изнурительных недель» ему удалось остаться в живых, когда «вокруг груда тел высилась всё выше». Он вспоминает «тот жуткий день» … «в аду, что зовётся заливом Сувла, где нас били как овец на бойне» … «в этом безумном мире крови, смерти и огня».
Своим открытым и ясным описанием событий битвы и её последствий песня является страстным обвинительным актом войне.

## Аллегории
Баллада была написана в 1971 году и также могла восприниматься как отсылка к вьетнамской войне. Своим лирическим смыслом она протестует против романтизации войны. Сидящий на пороге своего дома старик взирает на проходящих мимо в каждый день АНЗАК ветеранов, размышляет: «Молодые спрашивают: «Чего ради они маршируют?» И я задаюсь тем же вопросом». Рассказчик также отмечает, что боевых его друзей, идущих на парад, «год от года становится всё меньше, и однажды вообще некому будет маршировать».
Алек Кэмпбелл, последний австралийский ветеран Галлиполи, умер в 2002 году. Питер Кассерли, последний австралийский участник боевых действий Первой мировой войны, ушёл в мир иной в 2005 году. И, наконец, Джон Кэмпбелл Росс, последний австралиец — участник Первой мировой (в боях побывать не успевший), скончался в 2009 году.

## История
Изначально текст песни состоял из восьми куплетов, но Богл сократил их количество до пяти. В 1974 году ему довелось выступать на национальном фестивале фолк-музыки в Брисбене. В конкурсной программе Богл участвовал с другой композицией, но поскольку певец, открывавший фестиваль, выступал с двумя песнями, то и остальные последовали его примеру. Таким образом Богл спел «Матильду», сразу получив горячую поддержку зрителей, хотя, к некоторому недоумению и даже испугу некоторых, в конкурсной программе победил не он.
Джейн Херивел с Нормандских островов, ставшая свидетельницей выступления Богла на фестивале, попросила выслать ей запись. Она спела её на фестивале в Южной Англии, где, в свою очередь, её услышала Джун Тэбор и сделала запись. Так, неведомо для Богла, песня приобрела известность в Великобритании и Северной Америке. И когда Богл посетил Британию в 1976 году, он был удивлён приглашением выступить в местном фолк-клубе как автор этой песни.

## Кавер-версии
В 1975 году песня была впервые издана на австралийском лейбле M7 на пластинке Джона Карри. В дальнейшем она исполнялась и записывалась такими музыкантами и группами как Кэти Нунан, Джоан Баэз, Присцилла Хердман, Лайам Клэнси, Мартин Кёртис, The Dubliners (а также Ронни Дрю), Дэнни Дойл, Слим Дасти, The Fenians, Майк Хардинг, Джоли Холланд, Симус Кеннеди, The Langer’s Ball, Джонни Логан, Джон Аллан Камерон, Джон Макдермотт, Midnight Oil, Кристи Мур, The Pogues, The Skids, Джон Уильямсон, The Bushwackers, Redgum (а также Джон Шуман), Tickawinda, Bread and Roses и многими другими.
Одной из самых общеизвестных версий композиции является исполнение The Pogues. Музыкальный критик Роберт Кристгау писал о том, что вокалист группы Шейн Макгоуэн «никогда не отпускает её ни на секунду: он ощущает на вкус каждое слово до того, как его произнести».

## Фактические несоответствия
- Второй куплет песни содержит фразу о морском десанте австралийских войск в районе залива Сувла. На деле, высадка на побережье Сувлы осуществлялась британскими солдатами, хотя австралийцы предпринимали попытки прорваться от позиций АНЗАК на соединение с британцами. Как позднее говорил Богл, он включил упоминание Сувлы частично из-за того, что в сознании большинства австралийцев это место прочно ассоциируется с Галлиполи, а частично для того, чтобы упростить рифмопостроение[1]. Основные австралийские действия в Галлиполи происходили в секторе, который ныне зовётся бухтой Анзак.
- Упоминание «жестяных шляп» — защитных касок Броди — анахронично. В действительности они стали использоваться с 1916 года, спустя год после Галлиполийской кампании[1].
- Рассказчик в песне утверждает, что вступил в австралийские имперские силы в 1915 году. Его следующие слова приводят к устойчивой мысли о том, что он принимал участие в первой волне десантной операции 25 апреля 1915 года, а это означает, что он должен был покинуть Австралию в конце октября 1914 года.